# József Mindszenty

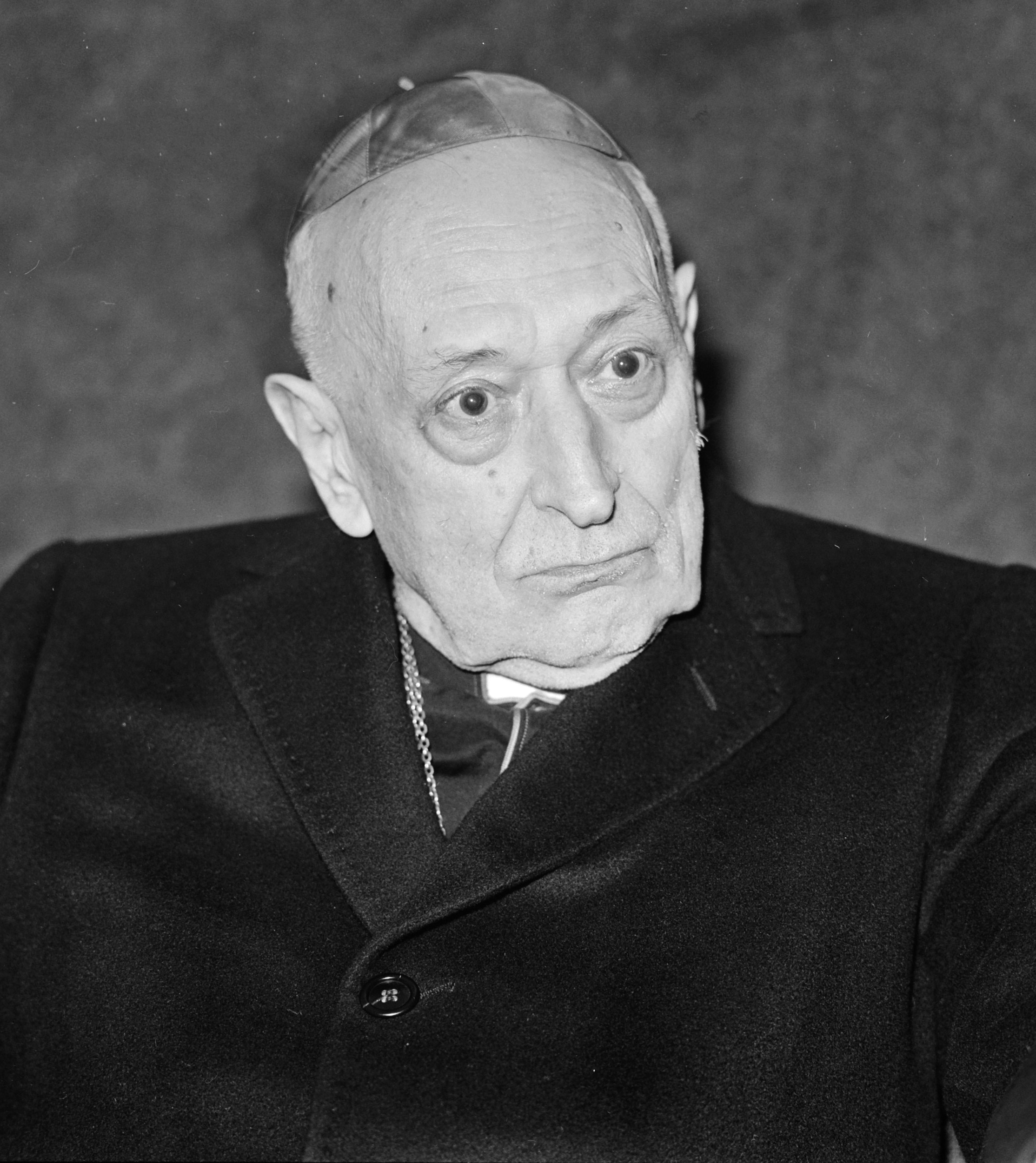
József Kardinal Mindszenty, 1974

Wappen Mindszentys als Kardinal-Erzbischof und Primas von Ungarn

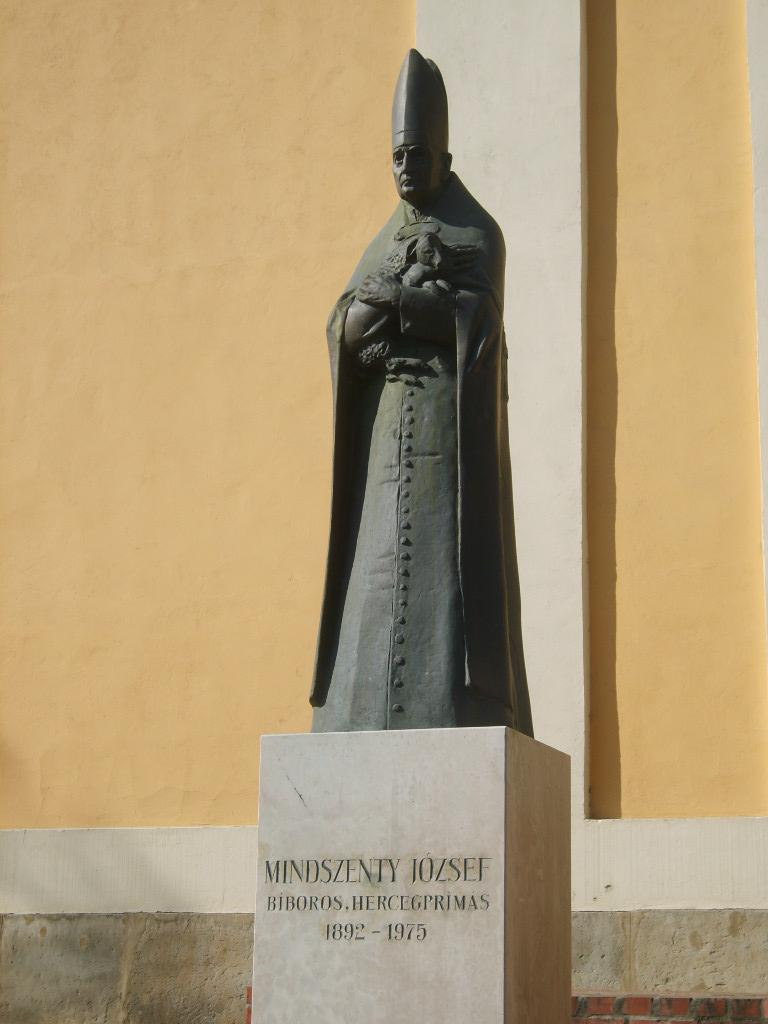
Mindszenty-Denkmal von Sándor Kiss in Zalaegerszeg (2007)

József Kardinal Mindszenty (* als József Pehm am 29. März 1892 in Csehimindszent, Komitat Eisenburg, Österreich-Ungarn; † 6. Mai 1975 in Wien) war ein ungarischer römisch-katholischer Geistlicher, von 1945 bis 1974 Erzbischof der Erzdiözese Esztergom (deutsch Gran) und der letzte Fürstprimas von Ungarn. 
Wegen seines Auftretens gegen Ungerechtigkeiten wurde er mehrmals inhaftiert und war nach 1945 eine Symbolfigur des Widerstandes gegen den Kommunismus in Ungarn. Nach der Niederschlagung des Ungarischen Volksaufstands im November 1956 lebte er bis 1971 im Asyl der 
US-Botschaft in Budapest und danach bis zu seinem Tod im Exil in Wien.

## Leben

### Jugend
József Mindszenty wurde als József Pehm geboren und war das erste von sechs Kindern des Bauern János Pehm und dessen Ehefrau Borbála Kovács. Seinen späteren Namen „Mindszenty“ nahm er im Jahr 1941 an – er leitet sich von seinem Geburtsort Csehimindszent ab und bedeutet sinngemäß „aus Allerheiligen“.
Er besuchte zunächst die Volksschule in seinem Heimatort und wechselte 1903 an das Gymnasium der Prämonstratenser in Szombathely. Dort engagierte er sich in der Katholischen Jugend und war Präfekt einer Jugendkongregation. Im Jahr 1911 trat er in das Priesterseminar von Szombathely ein.

### Priester
Nach dem Theologiestudium wurde er am 12. Juni 1915 zum Priester geweiht. Er war zunächst Kaplan in Felsőpaty (Gemeinde Rábapaty) und schrieb dort sein erstes Buch „Die Mutter“.
Ab 26. Januar 1917 war er Religionslehrer am Gymnasium in Zalaegerszeg und arbeitete auch als Redakteur für das Wochenblatt des Komitates Vas.
Nach dem Zerfall der Doppelmonarchie kam Mihály Károlyi im Oktober 1918 an die Macht und rief am 16. November die Republik Ungarn aus. Mindszenty kritisierte in Zeitungsartikeln die linksgerichtete Regierung und übernahm Anfang 1919 die Führung der neu gegründeten Christlichen Partei im Wahlkampf. Daher wurde er am 9. Februar 1919 verhaftet und im bischöflichen Palais in Szombathely festgehalten. Auch nach der kommunistischen Machtübernahme durch Béla Kun am 21. März blieb er in Haft und wurde erst am 15. Mai freigelassen. Da er Redeverbot in der Öffentlichkeit erhielt, wohnte er zunächst wieder an seinem Geburtsort.
Nach dem Ende der Räterepublik kehrte er am 2. August nach Zalaegerszeg zurück und wurde dort am 1. Oktober zum Stadtpfarrer ernannt. Er ließ Schulen bauen, neue Kirchen errichten und gründete religiöse und kirchliche Vereine. Er war zwar Mitglied des Komitats- und Stadtrates, lehnte aber weitere politische Tätigkeiten ab, um sich auf die Seelsorge zu konzentrieren. 1924 wurde er zum Titularabt, 1937 zum päpstlichen Hausprälaten ernannt.
1941 legte er unter dem Eindruck des Kriegseintrittes Ungarns auf Seiten der Achsenmächte, der Abwendung des Reichsverwesers Horthy von der Neutralität und dem Selbstmord des mit seinen Friedensbestrebungen gescheiterten Premierministers Pál Teleki seinen Familiennamen Pehm wegen dessen deutschen Wortstammes ab und nannte sich nach seinem Geburtsort Mindszenty.

### Bischof
Papst Pius XII. ernannte ihn am 4. März 1944 auf Vorschlag des Nuntius Angelo Rotta und im Einvernehmen mit der ungarischen Regierung zum Bischof von Veszprém. Am 25. März empfing er durch Jusztinián György Kardinal Serédi die Bischofsweihe. Mitkonsekratoren waren Lajos Shvoy (Bischof von Székesfehérvár (Albareale)) und József Pétery (Bischof von Vác).
Mindszenty verkaufte Teile des kirchlichen Großgrundbesitzes und ließ 34 neue Pfarren und 11 katholische Schulen in seiner Diözese errichten.
Reichsverweser Miklós Horthy, der sich aus revisionistischen Gründen seit den 1930er Jahren immer mehr an das nationalsozialistische Deutschland angeschlossen hatte, erkannte ab 1943, dass der Krieg für Deutschland verloren war, und nahm mit den Alliierten Kontakt auf. Daraufhin besetzten deutsche Truppen Ungarn am 19. März 1944 in der Operation Margarethe und erzwangen die Einsetzung von Döme Sztójay als Regierungschef. Gemeinsam mit den ungarischen Bischöfen protestierte Mindszenty dagegen, dass die neue Regierung Juden in Ghettos einsperren und dann in die Vernichtungslager deportieren ließ.
Horthy, der am 15. Oktober nach dem Einmarsch der Roten Armee in Ostungarn einen Waffenstillstand mit der Sowjetunion verkündet hatte, musste zurücktreten, und eine nationalsozialistische Regierung unter Führung des Pfeilkreuzlers Ferenc Szálasi kam an die Macht. Gemeinsam mit den westungarischen Bischöfen Vilmos Apor und Lajos Shvoy sowie dem Erzabt von Pannonhalma Chrysostomus Kelemen forderte Mindszenty die Regierung am 31. Oktober in einem Schreiben auf, „Westungarn nicht zum Schlachtfeld der Rückzugskämpfe werden zu lassen“. Er wurde daher am 26. November gemeinsam mit 26 Priestern und Theologiestudenten  verhaftet. Am 23. Dezember wurde er in die Strafanstalt Sopronkőhida bei Sopron und am 31. Dezember nach Sopron transferiert. Nachdem die Rote Armee auch Westungarn erobert hatte, konnte er am 20. April 1945 wieder nach Veszprém zurückkehren.
Studien der materialistischen Philosophie sowie negative Erfahrungen, die Ungarn mit der Räterepublik und Russland mit dem Kommunismus gemacht hatten, ließen ihn schon früher zu einem Gegner dieser Weltanschauung werden, als deren Ziel er die Verbreitung der Gottlosigkeit sah. Kompromisse mit dem Kommunismus lehnte er ab, weil sie nur diesem nützten. Dazu kamen noch Übergriffe der sowjetischen Besatzungssoldaten, die u. a. den Bischof von Győr, Vilmos Apor, erschossen, als dieser versuchte, Frauen vor Vergewaltigungen zu schützen.
Der bisherige ungarische Primas Serédi war am 29. März gestorben. Im Auftrag von József Grősz, dem Vorsitzenden der ungarischen Bischofskonferenz, verfasste Mindszenty einen Hirtenbrief, der am 24. Mai veröffentlicht wurde, in dem die Gräueltaten der sowjetischen Truppen aber nicht direkt erwähnt wurden.

### Primas von Ungarn

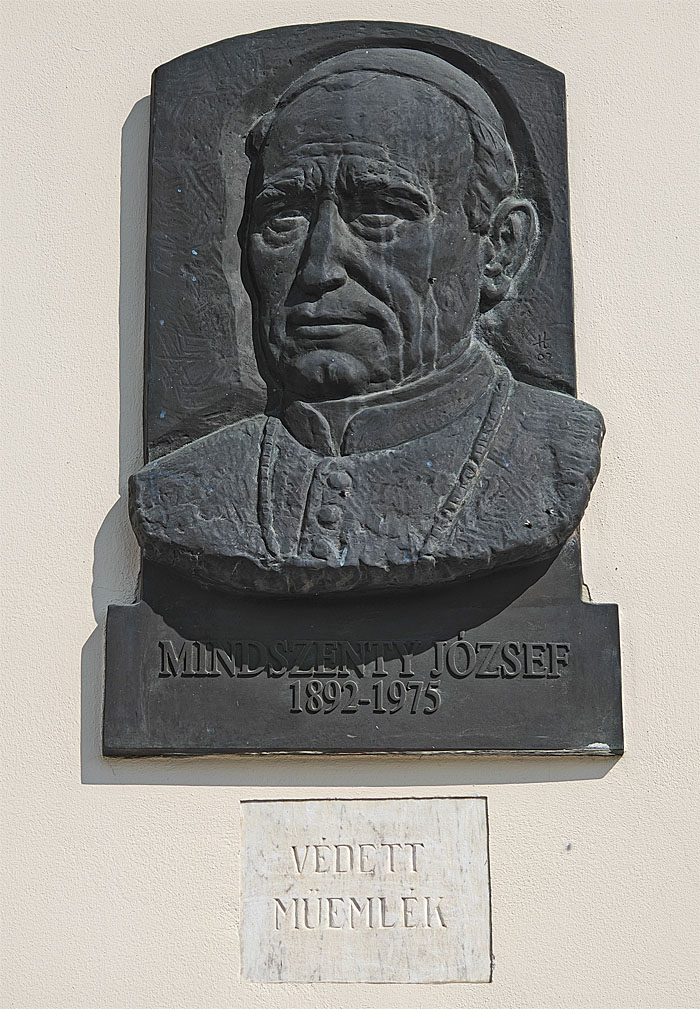
Relief von József Kardinal Mindszenty an der Kirche von Fertőszéplak

Papst Pius XII. ernannte ihn am 15. September 1945 zum Erzbischof von Esztergom, die Einführung in dieses Amt fand am 7. Oktober statt. Am 18. Februar 1946 wurde er als Kardinalpriester mit der Titelkirche Santo Stefano al Monte Celio in das Kardinalskollegium aufgenommen. In der Vergangenheit war der Erzbischof von Esztergom als Primas von Ungarn die erste Autorität nach dem König. Da Ungarn noch immer eine Monarchie war, sah es Mindszenty als seine Aufgabe an, von den Regierenden die Einhaltung der Verfassungsbestimmungen zu fordern, und telegrafierte nach seiner Ernennung an die Regierung: „Der erste staatsrechtliche Würdenträger des Landes steht seiner Heimat zu Diensten“.
Bald kam es zu Konflikten mit der kommunistischen Partei der Ungarischen Werktätigen, die eine Machtübernahme in Ungarn versuchte. Bei seinen Auslandsreisen wies der Erzbischof immer wieder auf die Unterdrückung der Kirche durch die Kommunisten hin und bemühte sich um Hilfslieferungen durch Exilungarn in den USA, die aber von den ungarischen Kommunisten behindert wurden. Er warf der sowjetischen Besatzungsmacht vor, den Wiederaufbau im Lande zu behindern. Am 17. Oktober veröffentlichte er ein Hirtenschreiben, in dem er gegen die Vertreibung der Deutschen aus Ungarn protestierte. 1946 erhob er seine Stimme gegen die Ausweisung der Ungarn aus der Slowakei.
Er war auch dagegen, dass Ungarn am 1. Februar 1946 durch einen Parlamentsbeschluss, aber ohne Volksabstimmung, zur Republik Ungarn wurde. Seit dieser Zeit wurde er in den Medien immer öfter als Feind des Fortschritts angegriffen; das Regime organisierte öffentliche Demonstrationen gegen ihn. Die am 12. März beschlossenen „Gesetze zum Schutz der Staatsordnung und der Republik“ ermöglichten eine Strafverfolgung Oppositioneller. Bereits im April wurden katholische Schulen durchsucht, da die Regierung die Lehrer an diesen Schulen als Staatsfeinde beschuldigte. Durch Mobilisierung der Bevölkerung konnte aber eine Verstaatlichung der Privatschulen noch verhindert werden.
Als im Sommer 1946 ein sowjetischer Soldat von einem Kameraden im Streit erschossen wurde, beschuldigte man ein Mitglied des katholischen Jugendverbandes des Mordes. Mindszenty konnte nicht verhindern, dass die Regierung dies zum Anlass nahm, um die kirchlichen Vereine aufzulösen und den staatlichen Religionsunterricht abzuschaffen.
Die Lage für die Katholische Kirche verschärfte sich nach der Neuwahl des Parlaments am 31. August 1947, die dem Linksblock einen Stimmenanteil von 61 Prozent brachte. (Siehe auch: Vorgeschichte des Ungarischen Volksaufstandes.) Im April 1948 plante die Regierung eine Verstaatlichung privater Schulen. Mindszenty nahm in Hirtenbriefen vom 11. Mai und 23. Mai dagegen Stellung. Dennoch wurde das Gesetz am 16. Juni vom Parlament beschlossen. 4885 Schulen, von denen 3148 der katholischen Kirche gehört hatten, gingen in das Eigentum des Staates über. Der Kardinal informierte westliche Journalisten über diese Vorgänge. Da er sich weigerte, die kommunistische Regierung anzuerkennen, wurden wieder Demonstrationen gegen ihn organisiert. Am 19. November verhaftete man seinen Sekretär András Zakar. Mindszenty musste mit einem ähnlichen Schicksal rechnen und hielt schriftlich fest, dass er in der Gefangenschaft nie freiwillig abdanken oder ein „Geständnis“ irgendwelcher Fehlhandlungen ablegen werde. Am 23. Dezember wurde das erzbischöfliche Palais nach belastendem Material durchsucht, am 26. Dezember wurde er verhaftet.

### Schauprozess, Haft und Asyl
Nach seinen eigenen Angaben wurde er wochenlang gefoltert und durch Verabreichung von Drogen dazu gebracht, Schuldgeständnisse zu unterschreiben, die er mit dem Zusatz c.f. („unter Zwang“) kennzeichnete. Vom 3. bis 5. Februar 1949 fand ein Schauprozess vor einem Volksgericht statt, bei dem er wegen Umsturzes, der Spionage gegen Ungarn und wegen Devisenvergehen angeklagt wurde. Das Gericht verurteilte ihn am 8. Februar zu lebenslanger Haft, mit ihm erhielten auch weitere sechs Angeklagte – unter ihnen Pál Esterházy – langjährige Gefängnisstrafen. Das Urteil wurde am 6. Juli rechtskräftig. Er war danach in verschiedenen Anstalten in Einzelhaft isoliert, stellte aber kein Amnestieansuchen, da er eine vollständige Rehabilitation wollte.

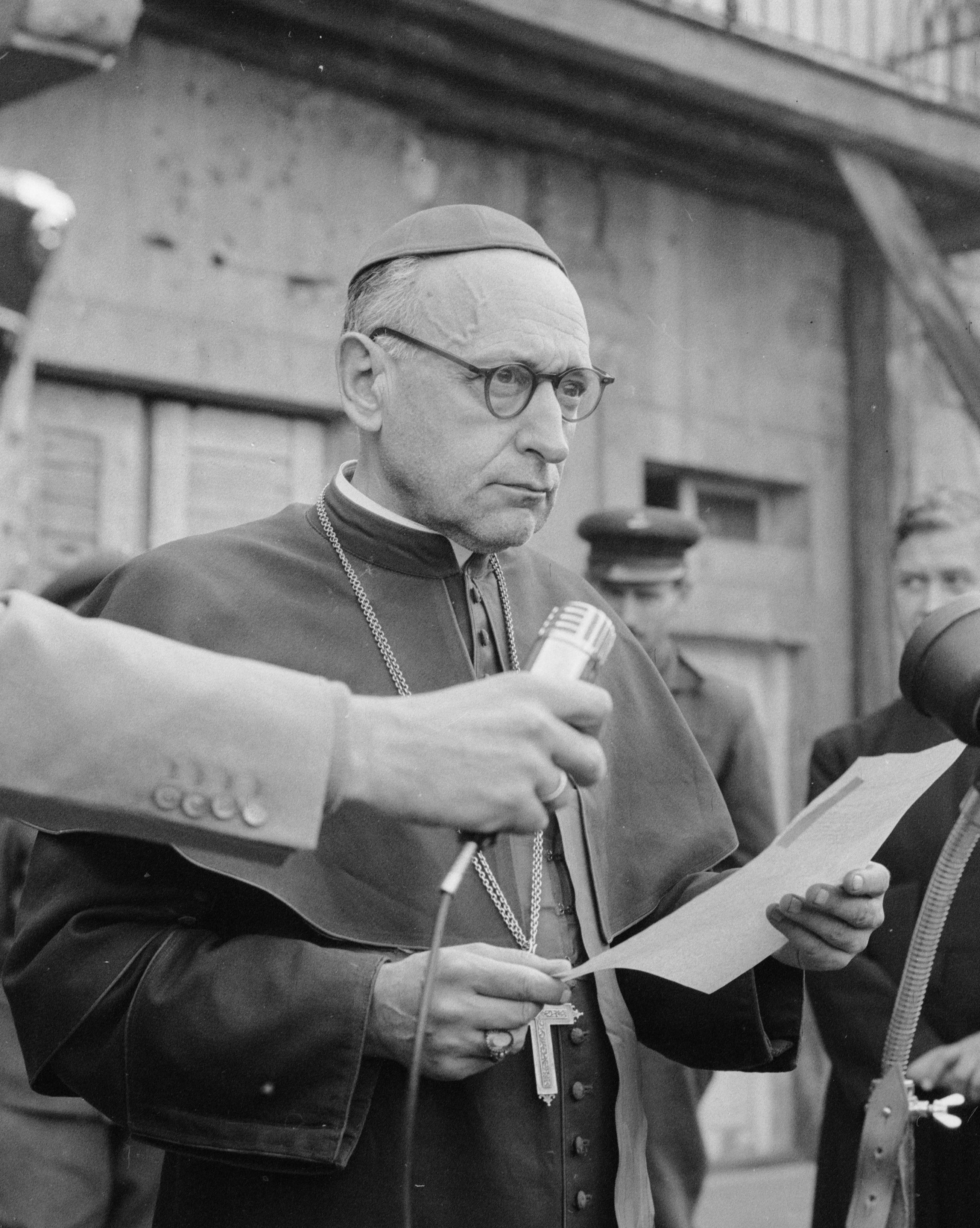
Mindszenty bei einer Rede während des Volksaufstandes am 1. November 1956

Am 23. Oktober 1956 begann der Ungarische Volksaufstand, am 30. Oktober wurde der Kardinal aus seinem Gefängnis – dem Almásy-Schlösschen – in Felsőpetény bei Vác befreit und am folgenden Tag in einem Triumphzug nach Budapest gebracht. Die Befreiung vollzog sich durch Soldaten der Rétságer Kaserne unter der Führung von Major Antal Pálinkás-Pallavicini, der damals dort Chef des Regiments war (dieser wurde nach der blutigen Niederschlagung des Aufstandes am 10. Dezember 1957 hingerichtet). Auf dem Weg nach Budapest übernachtete der Kardinal in der Kaserne in Rétság (zum 60. Jubiläum der Geschehnisse wurde in Rétság eine Statue des Kardinals aufgestellt). In Budapest angelangt, beschlossen er und andere Bischöfe am 2. November, die Friedenspriester aus leitenden Stellungen zu entfernen.
In einer Radioansprache am 3. November unterstützte er die neue Regierung unter Imre Nagy. Da die Rote Armee in Budapest einmarschierte und den Aufstand niederwarf, floh er am folgenden Tag in die US-Botschaft in Budapest. Dort erhielt er Asyl, um das bereits einige Tage vorher Imre Nagy angesucht hatte. Im Auftrag der Päpste Johannes XXIII. und Paul VI. besuchte ihn der seinerzeitige Wiener Erzbischof, Kardinal Franz König, ab 1963 regelmäßig in der Botschaft.
Als die USA eine Beendigung des Kalten Krieges wünschten und auch der Heilige Stuhl eine Annäherung an die kommunistischen Regierungen in Osteuropa suchte, wurde der Fall Mindszenty ein Hindernis für eine Entspannung. Mindszenty hatte schon früher das Angebot des Papstes abgelehnt, Ungarn zu verlassen und ein Kurienamt in Rom zu übernehmen. Ab 25. Juni 1971 verhandelte Prälat József Zágon mit ihm im Auftrag des Vatikans über eine Ausreise unter folgenden Bedingungen:
1. Mindszenty solle weiterhin Primas bleiben, ein Apostolischer Administrator solle seine Diözese verwalten.
2. Er solle Ungarn ohne Abgabe einer Erklärung oder eines Rundschreibens verlassen.
3. Er solle im Ausland keine Erklärungen abgeben, welche die Beziehungen des Heiligen Stuhles zur ungarischen Regierung stören könnten.
4. Er solle seine Memoiren geheim halten und testamentarisch dem Heiligen Stuhl vermachen.

Der Kardinal äußerte vor allem gegen die letzten beiden Punkte Bedenken. Da aber auch Präsident Richard Nixon zur Ausreise riet, erkannte Mindszenty, dass er in der amerikanischen Botschaft unerwünscht war, und beugte sich dem Wunsch des Papstes. Am 28. September brachte ihn nach Vermittlung von Kardinal König der österreichische Nuntius Opilio Rossi mit dem Auto von Budapest nach Wien. Von dort flog Mindszenty nach Rom, wo er bei der Eröffnung der Bischofssynode mit dem Papst konzelebrierte.

### Im Exil
Am 23. Oktober 1971 ging Mindszenty nach Wien ins Exil, wo er im ungarischen Priesterseminar Pazmaneum im 9. Gemeindebezirk in der Boltzmanngasse wohnte, das sich direkt neben der US-Botschaft in Wien befindet. Da der Vatikan seinem Wunsch nicht entsprach, für die Auslandsungarn eigene Weihbischöfe einzusetzen, reiste er ab Mai 1972 zu den in verschiedenen Kontinenten lebenden Ungarn und predigte bei diesen Anlässen auch. Dagegen protestierte die ungarische Regierung, die bei Verhandlungen im Juni 1971 mit dem Vatikan vereinbart hatte, dass sich der Kardinal aller politischen, seelsorgerischen und schriftstellerischen Aktivitäten enthalten solle. Über diese Bedingungen war Mindszenty jedoch nicht informiert worden und hätte ihnen wahrscheinlich auch nicht zugestimmt.
Im Juli 1973 legte er Papst Paul VI. seine Memoiren vor, der zwar Bedenken gegen eine Veröffentlichung äußerte, aber keinen Einspruch dagegen erhob. Daher erschienen diese 1974 unter dem deutschen Titel Erinnerungen, in denen deutliche Kritik an der zu laxen Politik des Vatikans gegenüber dem Kommunismus herauszulesen ist.

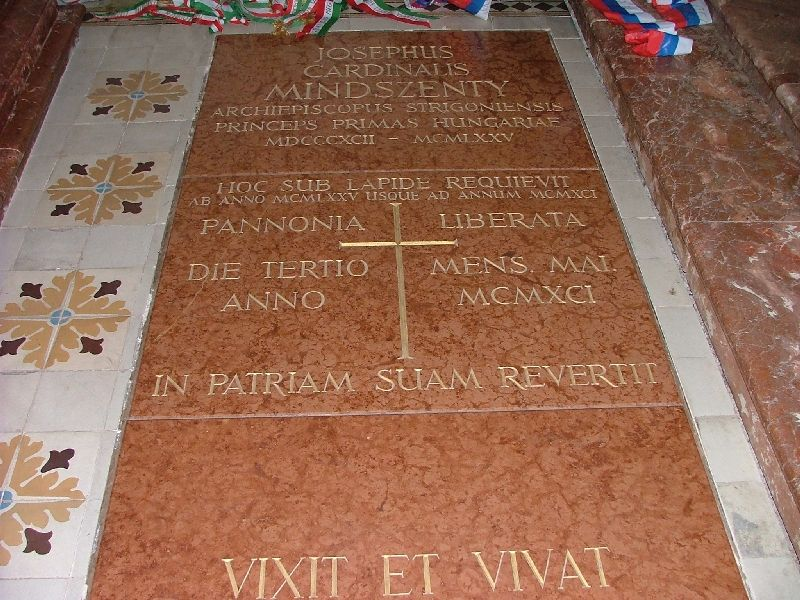
Das Grab von József Kardinal Mindszenty in Mariazell (Steiermark)

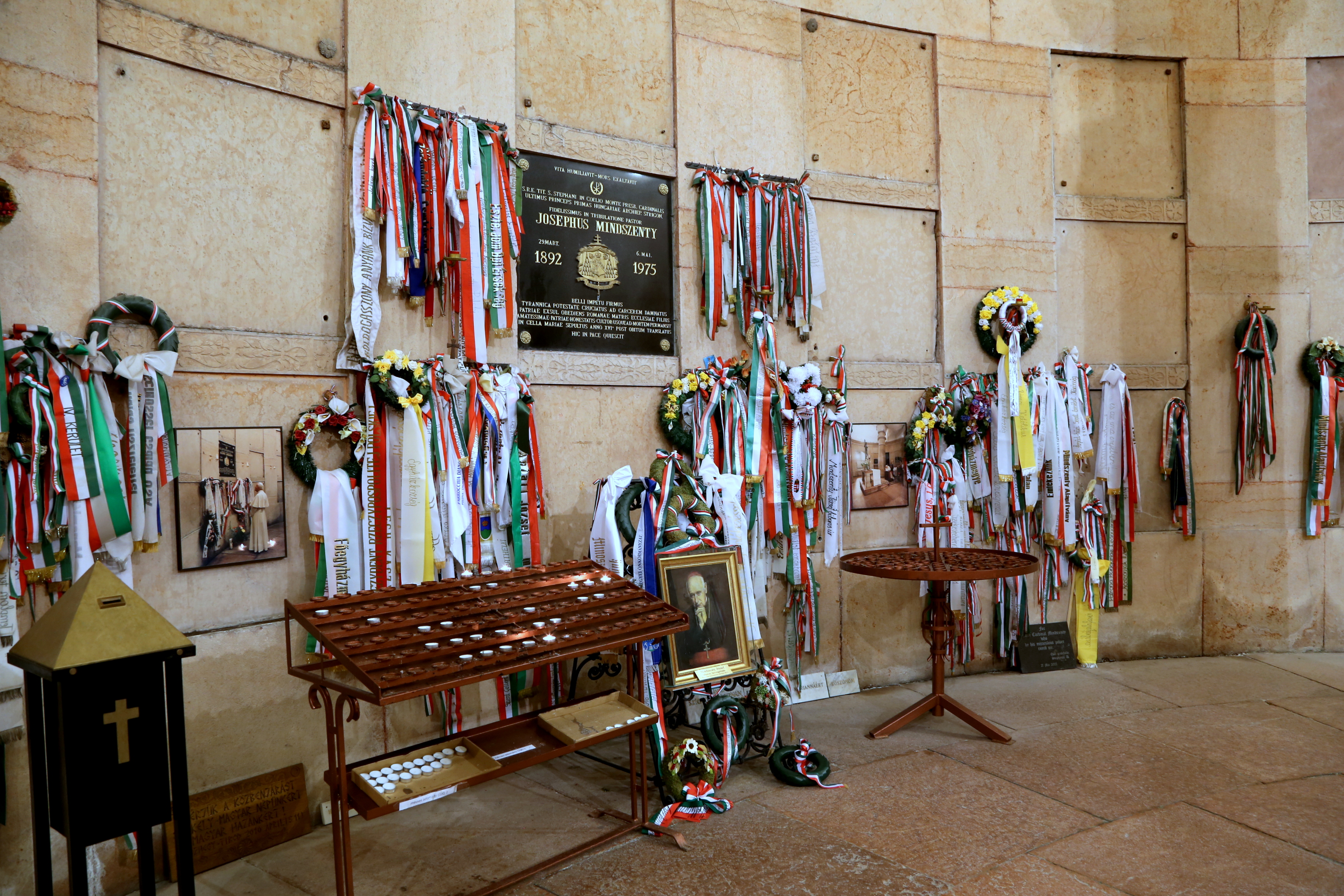
Das Grab von József Kardinal Mindszenty in der Krypta des Doms von Esztergom

Um die Beziehungen zum kommunistisch regierten Ungarn weiter zu normalisieren, verlangte der Papst von ihm am 1. November 1973 den Rücktritt als Erzbischof von Esztergom. Mindszenty lehnte dies ab. Dennoch wurde der Bischofssitz am 18. Dezember für vakant erklärt. Der abgesetzte Erzbischof bat am 7. Januar 1974 um Widerruf dieser Entscheidung, wurde aber am 5. Februar aus pastoralen Gründen seines Amtes enthoben.
Nach seinem Tod am 6. Mai 1975 im Krankenhaus der Barmherzigen Brüder Wien wurde er am 15. Mai in der Wallfahrtskirche von Mariazell (Steiermark) neben dem Grab seines 1866 verstorbenen Vorgängers, Primas János Scitovszky, beigesetzt. Nach seinem Testament sollten seine sterblichen Überreste erst dann nach Esztergom überführt werden, wenn „der Stern der Moskauer Gottlosigkeit vom Himmel Mariens und des  hl. Stephans fällt“. Dies erfolgte nach dem Abzug der sowjetischen Besatzungsmacht am 4. Mai 1991. Auf seinem Epitaph wurde folgende lateinische Aufschrift angebracht: „vita humiliavit – mors exaltavit“ („Das Leben hat [ihn] erniedrigt, der Tod hat [ihn] erhöht“).
Posthum wurde er rehabilitiert und die Urteile gegen ihn aufgehoben.
József Mindszenty war der letzte Erzbischof von Gran, der den Titel Fürstprimas von Ungarn (Princeps Primas Hungariae) trug.

## Würdigung
Seine seelsorglichen Verdienste sind unbestritten und werden allgemein anerkannt. Seine kompromisslose Haltung gegenüber dem Kommunismus wird unterschiedlich beurteilt; vielen war er zu starrsinnig und unnachgiebig. Bewunderung verdient sein unerschrockenes Auftreten gegen Ungerechtigkeiten, für das er lange Jahre im Kerker saß und fast hingerichtet worden wäre. Von vielen wird er deshalb als Märtyrer angesehen.
Seine Amtsenthebung im Jahr 1973/74, die ihn persönlich schwer traf, wurde innerhalb und außerhalb der katholischen Kirche von vielen kritisiert. Bis zur politischen Wende im Jahr 1989 wurde er in Ungarn neben Imre Nagy als Paradebeispiel des Konterrevolutionärs betrachtet bzw. dargestellt.

## Gedenken
In Zalaegerszeg wurde 2020 der Grundstein für das Mindszentyaneum gelegt, ein Museum, das seinen Lebensweg und sein Wirken darstellen soll.

## Seligsprechungsverfahren
Im Jahr 1993 wurde von Michael von Habsburg-Lothringen als Präsident der Mindszentystiftung der Seligsprechungsprozess initiiert.
Papst Franziskus erkannte ihm am 12. Februar 2019 den Titel Ehrwürdiger Diener Gottes zu.

## Schriften
- Az édesanya (deutsch: Die Mutter). 2. Aufl. Zalaegerszeg 1942
- Padányi Biró Márton püspök élete és kora (deutsch: Leben und Werk des Bischofs Biró Márton Padányi). Zalaegerszeg 1934
- Esztergom, a primások városa (deutsch: Esztergom, die Stadt der Primates). Wien 1973
- Erinnerungen. 4. Aufl. Propyläen, Frankfurt a. M. 1974, ISBN 3-549-07310-0
- Napi jegyzetek 1956–1971 (deutsch: Tagebuchaufzeichnungen). Vaduz 1979
- Hirdettem az igét (deutsch: Ausgewählte Hirtenbriefe und Predigten). Vaduz 1982
- Legyen meg a te akaratod (deutsch: Auszüge aus Schriften und Predigten). Budapest 1989